# Zhu Rongji
Zhu Rongji, född 1 oktober 1928 i Changsha, Hunan, är en kinesisk kommunistisk politiker som bland annat tjänstgjort som Folkrepubliken Kinas premiärminister.
Zhu Rongji studerade vid Tsinghuauniversitetet 1947-1951 och gick med i Kinas kommunistiska parti 1949. 1952-1958 jobbade han i Statens planeringskommission, men han förlorade sitt arbete på grund av att han framfört kritik mot det Stora språngets politik. 1962 återfick han en tjänst vid planeringskommissionen, men under Kulturrevolutionen blev han utrensad på nytt och 1970-1975 arbetade han vid en "Sjunde maj-kaderskola". Under den senare delen av 1970-talet arbetade han i oljeindustrin och vid Kinas akademi för samhällsvetenskaper.
I samband med att Deng Xiaoping började reformera den ekonomiska politiken 1979 handplockades Zhu till en rad viktiga positioner. 1989-1991 var han Shanghais borgmästare och 1992 blev han vice premiärminister i Folkrepubliken Kinas statsråd. Han hade då ansvar för landets ekonomiska politik och gjorde sig då känd som en tuff pragmatiker. 1998 blev han premiärminister, vilket han förblev fram till 2003.